# Elsa Gaubert
Pour les articles homonymes, voir Gaubert.
Elsa Gaubert, née le 21 mars 2000, est une céiste française licenciée au club de canoë-kayak du Teich.

## Carrière
Elle est médaillée d'or en sprint C2 ainsi qu'en sprint C1 par équipe, et médaillée de bronze en sprint C1 aux Championnats du monde de descente 2019 à La Seu d'Urgell,. 
Aux Championnats du monde de descente de canoë-kayak 2021 à Bratislava, elle est médaillée d'or par équipes avec Laura Fontaine et Hélène Raguénès.
Elle est médaillée d'or en C2 sprint avec Margot Béziat et médaillée de bronze en C1 sprint aux Championnats d'Europe de descente de canoë-kayak 2023 à Skopje.
Elle est médaillée d'or en C2 sprint avec Margot Béziat et médaillée d'or en C1 sprint par équipes aux Championnats du monde de descente de canoë-kayak 2023 à Augsbourg.